# Tethya magna
Tethya magna är en svampdjursart som beskrevs av James Barrie Kirkpatrick 1903. Tethya magna ingår i släktet Tethya och familjen Tethyidae. Inga underarter finns listade i Catalogue of Life.